# ماري غودمان هنتر
ماري غودمان هنتر (بالإنجليزية: Marie Goodman Hunter)‏ هي موسيقية ومُدرسة وممثلة أمريكية، ولدت في 16 أكتوبر 1929.